# Pilot morski

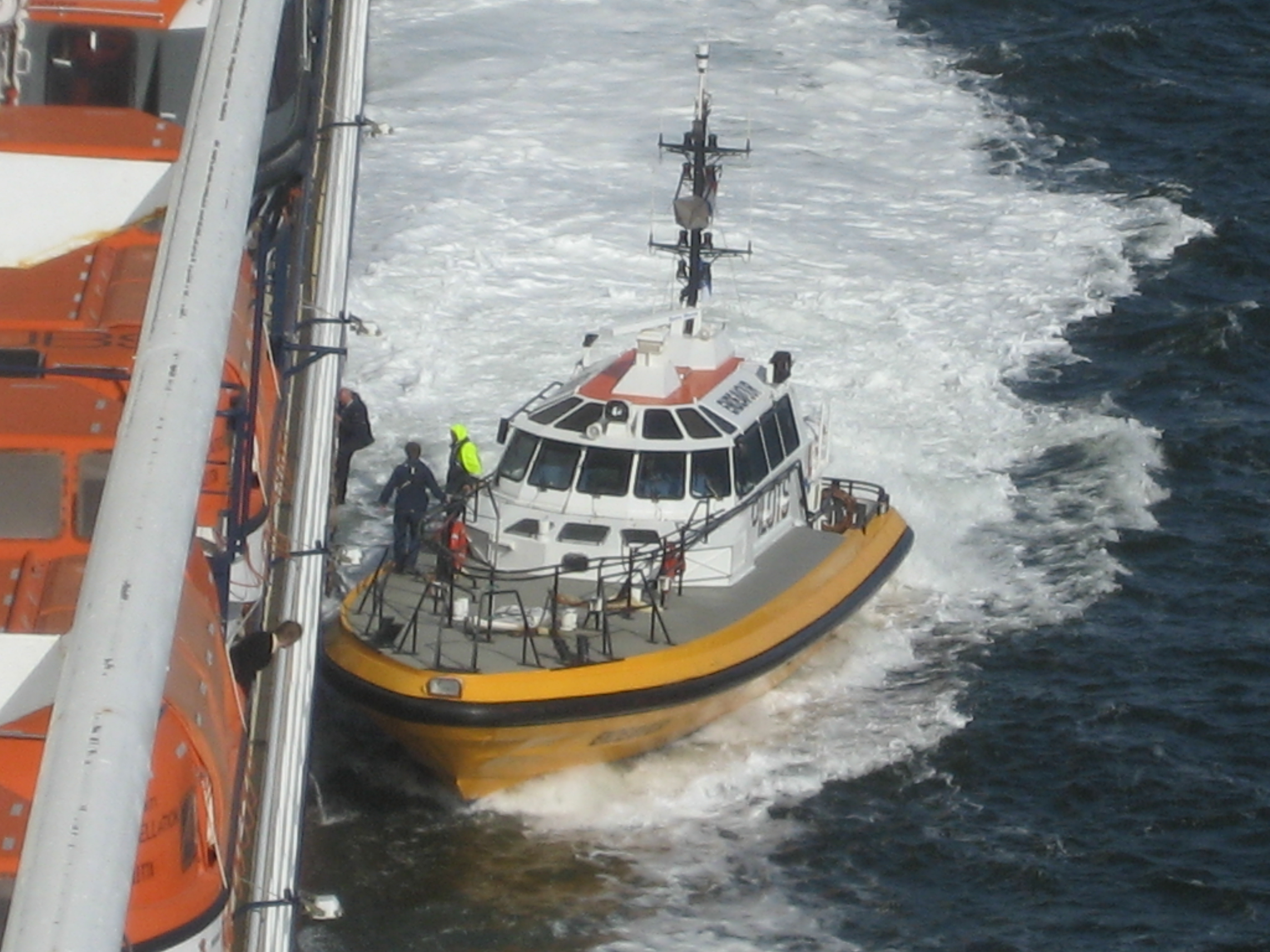
Pilot schodzący ze statku na pilotówkę. Amsterdam, Holandia.

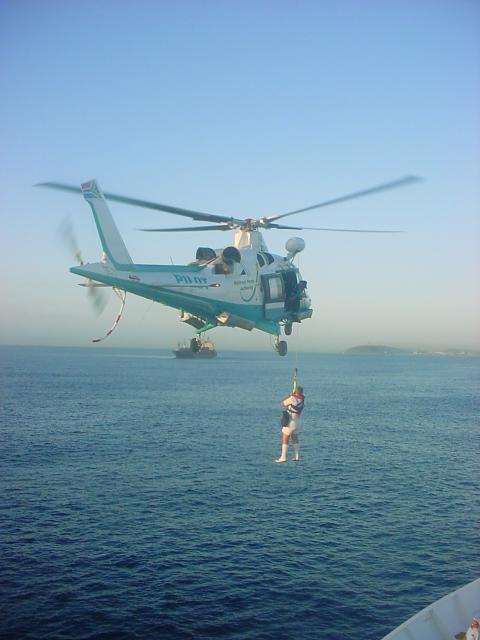
Pilot wsiadający na statek z helikoptera. Durban, Republika Południowej Afryki.

Pilot morski, pilot portowy lub po prostu pilot – osoba posiadająca specjalistyczną wiedzę, doświadczenie w manewrowaniu statkami oraz znajomość lokalnych warunków, spełniająca wymogi kwalifikacyjne określone prawem. Pilot udziela kapitanowi statku informacji o warunkach nawigacyjnych oraz rad w prowadzeniu statku na ściśle określonym akwenie. Jego znajomość locji danego akwenu zazwyczaj jest znacznie wyższa niż dowódcy statku.

## Zadania
Zadaniem pilota jest zapewnienie bezpiecznego wprowadzenia lub wyprowadzenia z portu jednostki morskiej, hamowanie jej, obracanie i przeprowadzenie procesu cumowania lub dokowania równoległego. Pilotami są zazwyczaj doświadczeni kapitanowie, którzy posiedli wystarczającą wiedzę o akwenie, na którym przyszło im pracować i potrafiący współpracować z załogami holowników lub zespołów holowników wspomagających statki wchodzące lub wychodzące z portu.
Pilotaż stosowany jest podczas podejść do portów, przy ujściach rzek, podczas przejść wzdłuż wybrzeża, przez kanały i cieśniny. Może być usługą dobrowolną (na wniosek kapitana) lub obowiązkową, jeśli wymagają go przepisy lokalne. W większości portów pilotaż jest obowiązkowy przynajmniej dla większych statków.
Pilotaż polega na udzielaniu pomocy kapitanowi podczas przejścia przez rejon wymagający dobrej znajomości lokalnych warunków. Pilot nie zastępuje kapitana w dowodzeniu statkiem, jedynie udziela mu rad i odpowiada za ewentualne złe konsekwencje zastosowania się do nich. W praktyce na ogół kapitan akceptuje komendy wydawane przez pilota sternikowi i obsłudze siłowni. Kapitan może nie zastosować się do rad pilota, ale wówczas odpowiada za konsekwencje decyzji.
Na ogół piloci morscy dyżurują w stacji brzegowej, skąd są dostarczani na statki przez specjalne kutry pilotowe (pilotówki), rzadziej śmigłowcem. Pilot w celu zaokrętowania musi przeskoczyć z kutra na trap pilotowy statku, co wymaga sprawności i bywa niebezpieczne, zwłaszcza przy większym falowaniu. Bywa też, że piloci dyżurują na pływających stacjach pilotów.

## Regulacje prawne
W Polsce Kodeks Morski określa warunki świadczenia usługi pilotowej i odpowiedzialność pilota, natomiast rozporządzenie w sprawie pilotażu morskiego reguluje wymagania kwalifikacyjne pilota morskiego i sposób uzyskania dyplomów:
- Pilota Morskiego (Sea Pilot)
- Pilota Morskiego w Pilotażu Pełnomorskim (Deep Sea Pilot)